# Antoni Nin i Escudé
Antoni Nin i Escudé (Esparreguera, 5 de maig de 1899- Camp de la Bota, Barcelona, 25 d'octubre de 1939) va ser el darrer president de l'Ateneu d'Esparreguera.